# Jérôme Samson
Jérôme Samson (* 4. September 1987 in Greenfield Park, Québec) ist ein ehemaliger kanadischer Eishockeyspieler, der im Verlauf seiner aktiven Karriere zwischen 2004 und 2017 unter anderem 46 Spiele für die Carolina Hurricanes in der National Hockey League (NHL) auf der Position des rechten Flügelstürmers spielt. Zudem absolvierte Samson über 480 weitere Partien in der American Hockey League (AHL) und war zwei Spielzeiten in der Deutschen Eishockey Liga (DEL) aktiv, wo er mit dem EHC Red Bull München im Jahr 2016 die deutsche Meisterschaft gewann. 

## Karriere

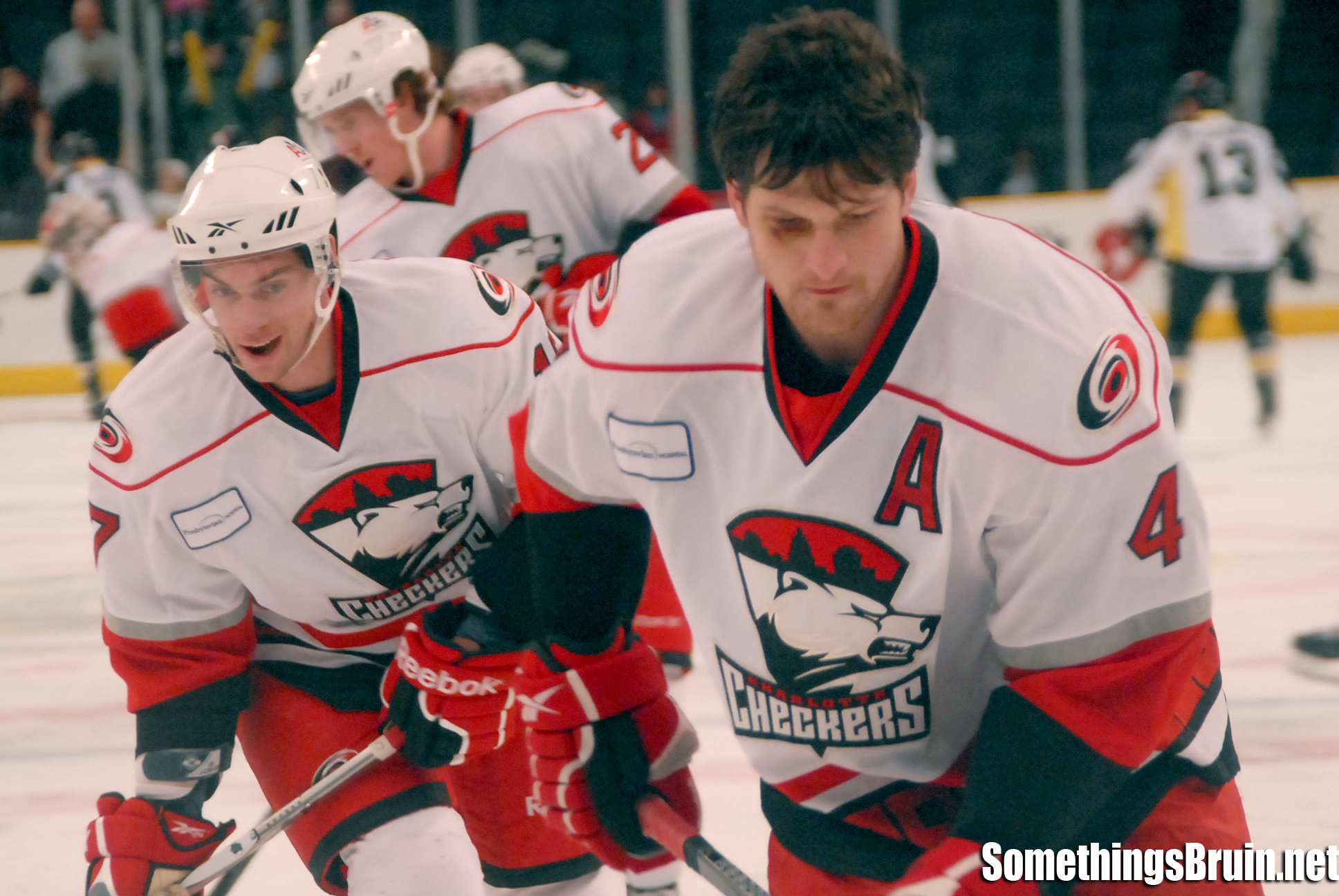
Samson (rechts) im Trikot der Charlotte Checkers (2010)

Jérôme Samson begann seine Karriere als Eishockeyspieler in der kanadischen Juniorenliga Ligue de hockey junior majeur du Québec (LHJMQ), in der er von 2004 bis 2007 für die Moncton Wildcats und Foreurs de Val-d’Or aktiv war. Im Jahr 2006 nahm er mit den Moncton Wildcats als Gastgeber am Finalturnier um den Memorial Cup teil und wurde bei diesem mit der George Parsons Trophy ausgezeichnet.
Im Juli 2007 erhielt der Flügelspieler als Free Agent einen Vertrag bei den Carolina Hurricanes aus der National Hockey League (NHL), für deren Farmteam Albany River Rats er von 2007 bis 2010 in der American Hockey League (AHL) spielte. In der Saison 2009/10 gab der Rechtsschütze zudem sein Debüt für die Carolina Hurricanes in der NHL, wobei er in sieben Spielen zwei Tore vorbereitete. In der Spielzeit 2010/11 lief Samson überwiegend für Carolinas neuen AHL-Kooperationspartner Charlotte Checkers auf. Bei diesen konnte Samson mit 54 Scorerpunkten in 53 Spielen überzeugen. Aus diesem Grund durfte er am AHL All-Star Classic teilnehmen und kam deutlich häufiger für die Hurricanes in der NHL zum Einsatz. Für Carolina bereitete er in 23 Spielen zwei Tore vor. Im Juli 2013 unterzeichnete der Kanadier einen Einjahresvertrag bei den Winnipeg Jets, kam dort in der Saison 2013/14 aber ausschließlich beim Farmteam St. John’s IceCaps in der AHL zum Einsatz. Zur Spielzeit 2014/15 wurde er von den Tampa Bay Lightning unter Vertrag genommen.
Nach 26 Partien im Trikot des Farmteams der Lightning, den Syracuse Crunch, entschied Samson sich für einen Wechsel nach Europa und schloss sich dem EHC Biel aus der Schweizer National League A (NLA) an. Ab Juni 2015 stand Samson beim EHC Red Bull München aus der Deutschen Eishockey Liga (DEL) unter Vertrag. Mit den Münchenern gewann er in der Saison 2015/16 die deutsche Meisterschaft und verließ den Verein anschließend in Richtung des DEL-Konkurrenten Schwenninger Wild Wings. Dort erhielt der Stürmer nach der Spielzeit 2016/17 keinen neuen Vertrag und wechselte daraufhin in die Erste Bank Eishockey Liga (EBEL) zum österreichischen Klub Vienna Capitals. Im Oktober 2017 erlitt er eine schwere Gehirnerschütterung und bestritt in der Folge keine weiteren Spiele, so dass sein Vertrag einen Monat später aufgelöst wurde. Samson beendete daraufhin seine aktive Karriere.

## Erfolge und Auszeichnungen
| - 2006 Coupe-du-Président-Gewinn mit den Moncton Wildcats - 2006 George Parsons Trophy - 2010 AHL-Spieler des Monats März | - 2010 AHL First All-Star Team - 2011 Teilnahme am AHL All-Star Classic - 2016 Deutscher Meister mit dem EHC Red Bull München |

## Karrierestatistik
(Legende zur Spielerstatistik: Sp oder GP = absolvierte Spiele; T oder G = erzielte Tore; V oder A = erzielte Assists; Pkt oder Pts = erzielte Scorerpunkte; SM oder PIM = erhaltene Strafminuten; +/− = Plus/Minus-Bilanz; PP = erzielte Überzahltore; SH = erzielte Unterzahltore; GW = erzielte Siegtore; 1 Play-downs/Relegation; Kursiv: Statistik nicht vollständig)